# بانزرياغر

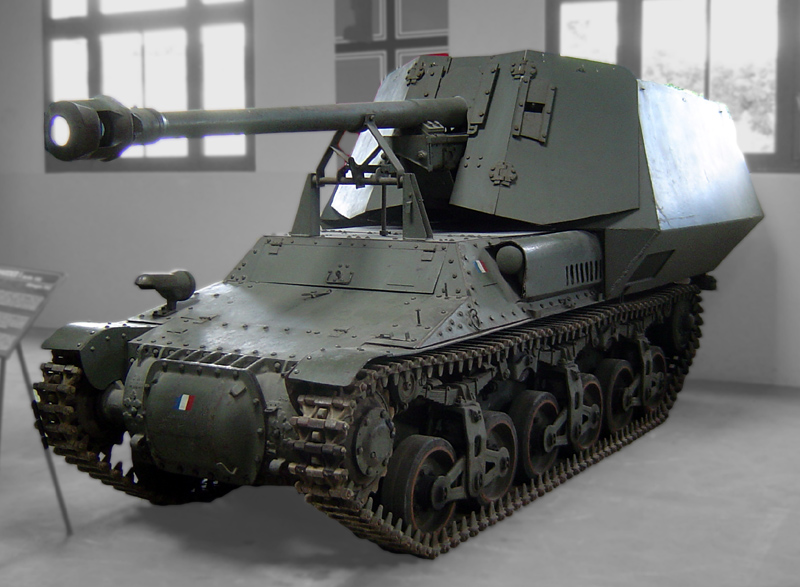
بانزرياغر ماردر 1

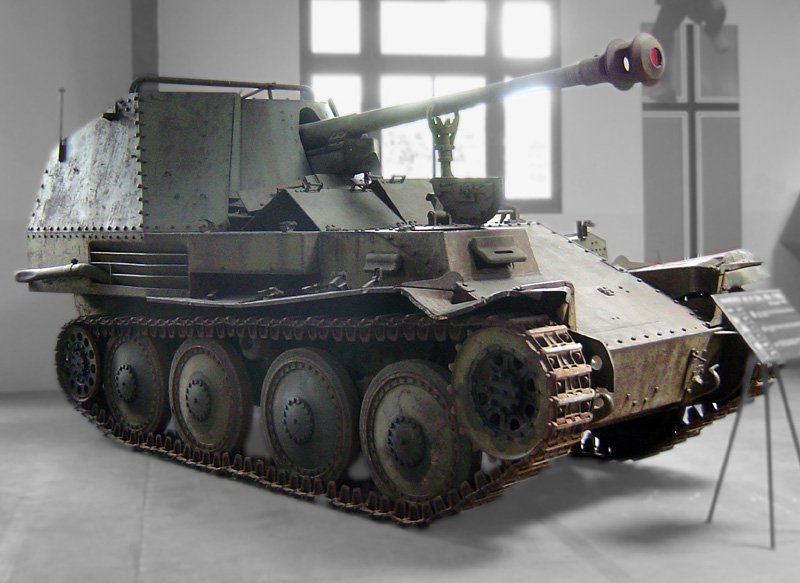
بانزرياغر ماردر 3

بانزرياغر (الألماني «صائدو الدروع» أو «صيادو الدبابات»، اختصارًا إلى Pz.Jg بالألمانية) كان فرعًا في الفيرماخت الألماني خلال الحرب العالمية الثانية. هي السلاح المضاد للدبابات. كان الأفراد يرتدون الزي الرسمي الرمادي بدلاً من الأسود لقوات بانزر. ومع ذلك، فإن جنود بانزرياغر الذين قاموا بقيادة مدمرات الدبابات كانوا يرتدون سترة بانزر الميدانية باللون الرمادي.

## تطوير
من عام 1940، تم تجهيز قوات بانزرياغر بمركبات تم إنتاجها عن طريق تركيب مدافع مضادة للدبابات على هيكل متحرك للسماح بحركة أكبر.
تطورت بانزرياغر إلى ياجبانزر محمية بالكامل بتصاميم المركبات المدرعة التي بدات قبل الحرب شتورمجيشوتس وهي مركبات مدفعية مدرعة ألمانية استمرت بانزرياغر في العمل كفرع منفصل لهير حتى نهاية الحرب، وغالبًا ما استبدلت الدبابات بسبب النقص في إنتاجها.
في البداية، تم استخدام هيكل الدبابات الخفيفة التي تم الإستيلاء عليها بعد تفكيك أبراجها، مما يوفر حلاً فعالاً من حيث التكلفة للنقص الألماني في الأسلحة المضادة للدبابات المتنقلة في فرق المشاة. على الرغم من أوجه القصور في الدروع الخفيفة فقد تم استخدامها بنجاح في دورها المقصود، والذي كان في الأساس مدفعًا مضادًا للدبابات ذاتية الدفع. لم يكن لدى المدافع المضادة للدبابات ولا بانزرياغر أي درع حقيقي يمكن الحديث عنه، وبينما كان لدى بانزرياغر قدرة حركية أكبر، وكانت قادرًة على الانتقال أو التراجع بسرعة أكبر بكثير من أطقم المدافعية التقليدية المضادة للدبابات.

## الاستخدام القتالي
تم تعيين وحدات بانزرياغر إما كسرية 14 في أفواج المشاة، أو Abteilung (كتيبة) كاملة داخل فرق البانزر وبانزرجرينادير، في كل من الإس إس وهير (الجيش النظامي). تم استخدام الكتائب والأفواج المستقلة من قبل الفيلق لحماية الطرق الأكثر ترجيحًا لهجمات الدبابات، في حين أن الفرق غالبًا ما تضع بانزرياغر على الأجنحة، أو تستخدمها لدعم تقدم المشاة ضد العدو باستخدام الدبابات. غالبًا ما كان يُطلب من بانزرياغر توفير نيران داعمة مباشرة شديدة للمشاة من خلال تدمير مواقع المدافع الرشاشة والمدفعية، خاصة في القتال الحضري.

## تصميمات المركبات
اختلفت تصاميم مركبات بانزرياغر بناءً على الهيكل المستخدم، والتي يمكن أن تكون من ثلاثة أنواع:
أبرز مدمرات الدبابات:
- بانزرييغا 1 - 47 مم PaK على شاسيه دبابة بانزر-1.
- ماردر 1 - 75 مم PaK على هيكل دبابة اللورين 37L الفرنسية.
- ماردر 2 - 75 مم PaKعلى شاسيه بانزر 2.
- ماردر 2 - 75 مم PaK على شاسيه بانزر 38 (ر) التشيكي.
- ديكر ماكس - تم إنتاج نموذجين أوليين، فقد أحدهما دمر بسبب حريق عرضي، والآخر دمر في القتال.
- ستورر إميل - نجا 1 من أصل 2.
- هورنيس / ناسهون - 88 مم PaK على الشاسيه دبابتيبانزر-3 / بانزر-4V.
- إيليفانت - آخر مركبة بانزرياغر تم تعيينها على هذا النحو، والتي تحتوي على صندوق مغلق ومضاف بالكامل.

تم استخدام تسمية ياجبانزر اللاحقة من البداية للمركبات المدرعة الأكثر تكاملاً التالية:
- جاغدانزر 38 (ر)
- جاغدبانثر
- ياجبانزر4
- ياجتايجر